# Red zlatega runa
Red zlatega runa (francosko Ordre de la Toison d’Or; nemško Orden vom Goldenen Vlies) je viteški red, ki ga je leta 1430 v Bruggeu ustanovil vojvoda Filip III. Burgundski, s čimer je proslavil svojo poroko s portugalsko princeso Izabelo, vojvodinjo Burgundije.
Simbol reda je zlato ovnovo krzno (runo), ki visi z modro emajliranega kremena, tako je izražena povezava s staro bajko o Jazonu in argonavtih.
Napis na Filipovem grobu pojasnjuje glavni namen reda: V obrambo Cerkve, ki je božja hiša, sem ustanovil ta plemeniti red, ki mu pravimo runo.
S poroko Marije Burgundske z Maksimilijanom Habsburškim so Habsburžani prevzeli tudi red. Pozneje sta tako obstajali dve različici reda, španska in avstrijska.
Red zlatega runa brez posebnih sprememb obstaja še danes in ni omejen zemljepisno, ampak je povezan z osebo suverena. O daljnovidnosti njegovega ustanovitelja Filipa Dobrega priča dejstvo, da je v redovnih statutih predvidel različne zgodovinske spremembe in zato red oprl na brezčasne vrednote, viteške vrline in na spoštovanje katoliške cerkve.

## Odlikovanje reda zlatega runa
|                                                |
| verižica španskega in avstrijskega odlikovanja |

| Špansko odlikovanje        | Špansko odlikovanje      | Avstrijsko odlikovanje |
| -------------------------- | ------------------------ | ---------------------- |
|                            |                          |                        |
| vladarsko odlikovanje reda | viteško odlikovanje reda | odlikovanje reda       |